# ان‌جی‌سی ۱۱۷
ان‌جی‌سی ۱۱۷ (به انگلیسی: NGC 117) یک کهکشان عدسی با قدر ظاهری ۱۵٫۵ است که در صورت فلکی نهنگ قرار دارد.